# ジョンソン宇宙センター
リンドン・B・ジョンソン宇宙センター（リンドン・B・ジョンソンうちゅうセンター、英語: Lyndon B. Johnson Space Center, JSC）は、アメリカ航空宇宙局 (NASA) の宇宙センターである。有人宇宙飛行の訓練、研究および飛行管制が行われている。Joseph L. Smith & Associates, Inc.により建設され、NASAにリースされた。1973年2月19日に連邦議会上院が制定した法により、歴代大統領の一人でテキサス州出身の故リンドン・ジョンソンに敬意を表して、旧称の有人宇宙船センター (Manned Spacecraft Center) から改称された。

## 概要
ヒューストンのクリア・レイク地区にある1,620エーカー (660ヘクタール)の敷地に建設された100棟の建物が集合した施設である。ヒューストンは1967年に公式な愛称として「宇宙都市」の異名をとった。ジョンソン宇宙センターはNASAの宇宙飛行士隊の本拠地であり、米国および同国と国際的な協力関係にある諸外国出身の宇宙飛行士を訓練する責任を負っている。ジェミニ計画、アポロ計画、スカイラブ、アポロ・ソユーズテスト計画、スペースシャトル計画の宇宙飛行を実施していた頃に「ミッションコントロール」や「ヒューストン」の通称で呼ばれ、その飛行管制の役割を担ったことで一般に知られるようになった。
有人宇宙船センターは、ロバート・ギルルース率いるスペース・タスク・グループ (STG) が発展的に解消して、米国の有人宇宙飛行計画を組織するためにNASAの創設直後に設立された。スペース・タスク・グループはバージニア州ハンプトンにあるラングレー研究センターに拠点を置いていたが、組織的にはワシントンD.C.のすぐ郊外にあるゴダード宇宙飛行センターに直属していた。成長しつつあった米国の有人宇宙飛行計画のニーズを満たすため、その組織のスタッフを増員する計画が1961年に始動し、スタッフは新しい施設に移った。この新たな施設は1962年に建設され、1963年にライス大学を通してハンブル石油より土地が寄付されて、1963年9月に正式に開設された。今日では、ジョンソン宇宙センターは全米に10施設あるNASAのフィールドセンターの一つとなっている。

## 施設
ジョンソン宇宙センターには、クリストファー・C・クラフト・ジュニア・ミッションコントロールセンター (MCC-H) が置かれており、NASAの管制センターとしてアメリカ合衆国が実施する全ての有人宇宙飛行を統率し、監視する。MCC-Hはスペースシャトルの全ミッションのほか、国際宇宙ステーション内で実施されるアメリカの様々な活動の指揮を執る。国定歴史建造物に指定されているアポロミッションコントロールセンターは30号棟に入居する。有人宇宙船が飛び立って発射塔を離れた瞬間から地球に帰還して着陸するまでの間は、ミッションコントロールセンターが管制権を握る。ミッションコントロールセンター内にはいくつかの飛行管制室 (Flight Control Room) があり、管制室から飛行管制官が各々の宇宙飛行を統率し、監視する。管制室には宇宙船を監視して指令を出し、これと通信するために使用する多くのコンピュータ・リソースがある。ミッションが進行中のとき、管制室は通常、三交替制の24時間体制でスタッフが配置される。
ジョンソン宇宙センターはアメリカの宇宙飛行士隊の計画と訓練の大部分を担当し、宇宙飛行士たちが宇宙遊泳の訓練をするために決定的に重要な要素を占める、ソニー・カーター訓練施設や無重量環境訓練施設のような訓練施設を有している。無重量環境訓練施設は、管理された中性浮力環境—約23,000 m3の水で満たされた巨大なプールを提供し、そこで宇宙飛行士は模擬無重量環境を利用して船外活動作業の実践訓練を行う。この施設では、無重量環境下における乗組員の活動および動体力学に慣れるための飛行前訓練が提供される。
31-N号棟には月試料実験室施設が入居し、アポロ計画で月から持ち帰られた月試料のほとんどがそこで保管、分析、加工される。
ジョンソン宇宙センターはニューメキシコ州にあるホワイトサンズ試験施設での活動の指揮を執る責任も負っている。ホワイトサンズ試験施設は、スペースシャトルの予備着陸場として供されていたほか、スペースシャトル計画に代わるものとして計画されていたものの、2009年に中止されたコンステレーション計画を統率するための施設にもなるはずであった。

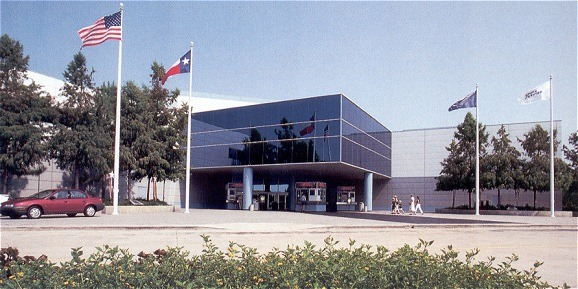
スペースセンター・ヒューストン

1994年には隣接するスペースセンター・ヒューストンが観光客や見学者を受け入れるためのビジターセンターとして開館した。それ以前のビジターセンターはジョンソン宇宙センターの2号棟にあった。
ジョンソン宇宙センターヘリポート (FAA LID: 72TX) が構内に位置する。

## 立てこもり事件
- 2007年4月20日、ジョンソン宇宙センターの44号棟の研究棟に拳銃を持った男が男女2人を人質に取って約3時間にわたって立てこもった。男は人質の男性1人を射殺した後、自分の頭部を撃ち自殺した。残る女性1人は自力で脱出した。容疑者の男はNASAが契約している会社に勤務している50代の男性と見られている。